# استرایکفورس
استرایکفورس (انگلیسی: Strikeforce) شرکت تبلیغات ورزشی آمریکایی است، که در سال ۱۹۸۵ توسط اسکات کوکر تأسیس شد.
استرایکفورس یک سازمان هنرهای رزمی ترکیبی و کیک بوکسینگ آمریکایی مستقر در سن خوزه، کالیفرنیا بود که از سال ۱۹۸۵ تا ۲۰۱۳ فعالیت می‌کرد. ریاست آن بر عهده مدیرعامل اسکات کوکر بود.
رویدادها و مسابقات زنده آن از ۷ نوامبر ۲۰۰۹ در شبکه سی‌بی‌اس و از طریق شوتایم در ایالات متحده پخش شده است. در سطح بین‌المللی، رویدادهای استرایکفورس در کانادا از طریق سوپر چنل، در بریتانیا از طریق پرایم‌تایم، در ژاپن از طریق اسکای پرفکت تی‌وی، در برزیل از طریق اچ‌بی‌او پلاس، در آمریکای لاتین و کارائیب از طریق اسپیس و در شبکه امریکن فورس نتورک پخش شده‌اند.
در اوایل سال ۲۰۱۱، استرایکفورس توسط شرکت زوفا، مالک امریکن اولتیمیت فایتینگ چمپیونشیپ، خریداری شد که در نهایت این تبلیغات را متوقف کرد و قراردادهای باقی‌مانده مبارزان را به فهرست یواف‌سی آورد.